# 1711 год в науке
В 1711 году в науке и технике произошло несколько значимых событий.

## Биология
- Луиджи Фердинандо Марсильи установил, что коралловые это животные, а не растения, как считалось ранее.

## Математика
- Джованни Чева опубликовал трактат De re nummeraria, одну из первых научных работ по математической экономике.
- Джон Кайль в журнале Королевского общества с предполагаемого благословения своего учителя Исаака Ньютона обвинил Готфрида Лейбница в плагиате работ Ньютона, формально начав спор Ньютона и Лейбница о приоритете.

## Технологии
- Джон Шор изобрёл камертон.

## Родились
- 18 мая — Руджер Иосип Бошкович, хорватский учёный и иезуит (умер в 1787)
- 22 июля — Георг Вильгельм Рихман, российский физик (умер в 1753)
- 22 сентября — Томас Райт, английский астроном и математик (умер в 1786)
- 31 октября — Лаура Мария Катерина Басси, итальянская учёная и врач (умер в 1778)
- 19 ноября — Михаил Ломоносов, русский учёный (умер в 1765)